# Jezioro Sromowskie
Das Jezioro Sromowskie, auch Zbiornik Sromowski oder Sromowce genannt, ist ein Stausee an den Flüssen Dunajec und Niedziczanka in der polnischen Woiwodschaft Kleinpolen. Flussaufwärts liegt der bedeutend größere Stausee Jezioro Czorsztyńskie. Er liegt zwischen den Regionen Zips und Podhale sowie den Gebirgszügen der Pieninen und Gorce in der Talsenke Kotlina Nowotarska am Fuße der Tatra.

## Beschreibung
Hinter der 11 m hohen Staumauer und über 460 m langen Staumauer wird das Wasser der Dunajec und Niedziczanka aufgestaut. Das Zuflussgebiet umfasst über 1300 km². Bei Vollstau beinhaltet der Stausee 7,5 Millionen m³ Wasser. Die Wasserfläche beträgt dann 1 km².

## Geschichte
Der Beschluss, die Staumauer zu bauen, wurde 1964 gefasst und der Bau 1970 begonnen. Der Stausee wurde schließlich 1994 geflutet. Er wird als Schutzspeicher gegen Überflutungen sowie Wasserkraftwerk genutzt. Über die Staumauer führt die Verbindungsstraße Nr. 543 zwischen Niedzica und Krośnica.

## Tourismus
Am Ufer des höher gelegenen Badesees Jezioro Czorsztyńskie befinden sich zwei Burgen, die Burg Niedzica und die Burg Czorsztyn, das Skigebiet am Berg Wdżar, der Pieninen-Nationalpark mit dem Dunajec-Durchbruch, sowie mehrere Stände und Marinas, in denen Segelboote, Tretboote und Kajaks angemietet werden können. Unweit des Stausees befindet sich auch der Białka-Durchbruch sowie der Tatra- und Gorce-Nationalpark.